# Темплево
Темплево (пол. Templewo, нім. Tempel) — село в Польщі, у гміні Бледзев Мендзижецького повіту Любуського воєводства.
Населення — 454 особи (2011).
У 1975-1998 роках село належало до Гожовського воєводства.

## Демографія
Демографічна структура станом на 31 березня 2011 року:
|          | Загалом | Допрацездатний вік | Працездатний вік | Постпрацездатний вік |
| -------- | ------- | ------------------ | ---------------- | -------------------- |
| Чоловіки | 225     | 62                 | 144              | 19                   |
| Жінки    | 229     | 55                 | 121              | 53                   |
| Разом    | 454     | 117                | 265              | 72                   |